# Macrocalamus chanardi
Espèce
Statut de conservation UICN

 LC  : Préoccupation mineure
Macrocalamus chanardi  est une espèce de serpents de la famille des Colubridae.

## Répartition
Cette espèce est endémique de Malaisie péninsulaire. Elle se rencontre au Pahang et au Perak.

## Description
Macrocalamus chanardi mesure en général moins de 250 mm mais certains individus peuvent dépasser cette valeur. Son dos est brun pâle avec de nombreuses écailles bordées de sombre. Sa face ventrale est rouge, rosé ou orange, ce qui est une caractéristique de cette espèce. Son corps est cylindrique. C'est une espèce diurne vivant dans la litière forestière. Elle se nourrit de vers, limaces, insectes et de leurs larves.

## Étymologie
Cette espèce est nommée en l'honneur de Tanya Chan-ard.

## Publication originale
- David & Pauwels, 2005 : A re-evaluation of the taxonomy of Macrocalamus lateralis Günther, 1864 (Serpentes: Colubridae), with the descriptions of two new species. Raffles Bulletin of Zoology, vol. 52, n. 2, p. 635-645 (texte intégral).